# Halina Konopacka
Halina Konopacka verh. Matuszewska, verh. Szczerbińska  (* 11. November 1900 in Rawa Mazowiecka; † 29. Januar 1989 in Daytona Beach, Florida) war eine polnische Leichtathletin.
Bei den Frauen-Weltspielen in Göteborg 1926 und den Olympischen Spielen 1928 in Amsterdam gewann sie die Goldmedaille im Diskuswurf. Die 1,80 m große Polin war damit die erste Olympiasiegerin der Geschichte in dieser Disziplin und in der Sportgeschichte ihres Heimatlandes.
Ihr Siegesweite am 31. Juli 1928 mit 39,62 m war gleichzeitig ein neuer Weltrekord, der erst 1932 von ihrer Landsfrau Jadwiga Wajs mit 40,34 m übertroffen wurde. Außerdem wurde sie zur schönsten Frau der Olympischen Spiele in Amsterdam gekürt.